# Ayene (Abong-Mbang)
Pour les articles homonymes, voir Ayene.
Ayene (ou Ayéné) est un village du Cameroun situé dans la région de l’Est, le département du Haut-Nyong et l'arrondissement (commune) d'Abong-Mbang, sur la route qui relie cette localité à Lomié.

## Population
En 1966-1967, Ayene comptait 124 habitants, principalement des Maka Mpompong, un sous-groupe des Maka. Lors du recensement de 2005, on y dénombrait 1 158 habitants.